# Renco Posinković
Renco Posinković (* 4. Januar 1964 in Split) ist ein ehemaliger jugoslawischer Wasserballspieler. Er gewann mit der jugoslawischen Nationalmannschaft 1988 eine olympische Goldmedaille und war 1991 Weltmeister.

## Karriere
Der 1,97 m große Renco Posinković war Torhüter bei VK Mornar Split und ab 1989 bei VK Jadran Split. 1991 wurde er mit Jadran jugoslawischer Meister.
1987 erkämpfte die jugoslawische Mannschaft eine Bronzemedaille bei der Universiade in Zagreb. Im Jahr darauf bei den Olympischen Spielen 1988 in Seoul gewannen die Jugoslawen ihre Vorrundengruppe trotz einer 6:7-Niederlage gegen die Mannschaft aus den Vereinigten Staaten. Nach einem 14:10 gegen Deutschland im Halbfinale trafen die Jugoslawen im Finale wieder auf das US-Team und gewannen diesmal mit 9:7. Posinković war zweiter Torwart hinter dem fast gleich alten Aleksandar Šoštar. Beide kamen in allen sieben Spielen zum Einsatz.
Anfang 1991 fand die Weltmeisterschaft in Perth statt. Die jugoslawische Mannschaft belegte mit drei Siegen den ersten Platz in der Vorrundengruppe und unterlag in der zweiten Runde der sowjetischen Mannschaft, besiegte aber die Italiener. Nach einem Halbfinalsieg gegen das US-Team trafen die Jugoslawen im Finale auf die Spanier und gewannen diesmal mit 8:7. Das jugoslawische Torhütergespann bildeten Šoštar und Posinković. Der letzte Auftritt der jugoslawischen Nationalmannschaft fand bei den Mittelmeerspielen in Athen statt. Es gewannen die Italiener vor den Jugoslawen. Während der Mittelmeerspiele in Athen erklärte das kroatische Parlament (Sabor) am 25. Juni 1991 die Unabhängigkeit Kroatiens von Jugoslawien.